# Miss World 1970
| Data:                | 20 listopada 1970                |
| Kraj:                | Wielka Brytania                  |
| Miasto:              | Londyn                           |
| Gala finałowa:       | Royal Albert Hall                |
| Liczba uczestniczek: | 58                               |
| Zwyciężczyni:        | Jennifer Hosten, Grenada         |
| Poprzedniczka:       | Eva Rueber-Staier, Austria       |
| Następczyni:         | Lúcia Tavares Petterle, Brazylia |
| -------------------- | -------------------------------- |

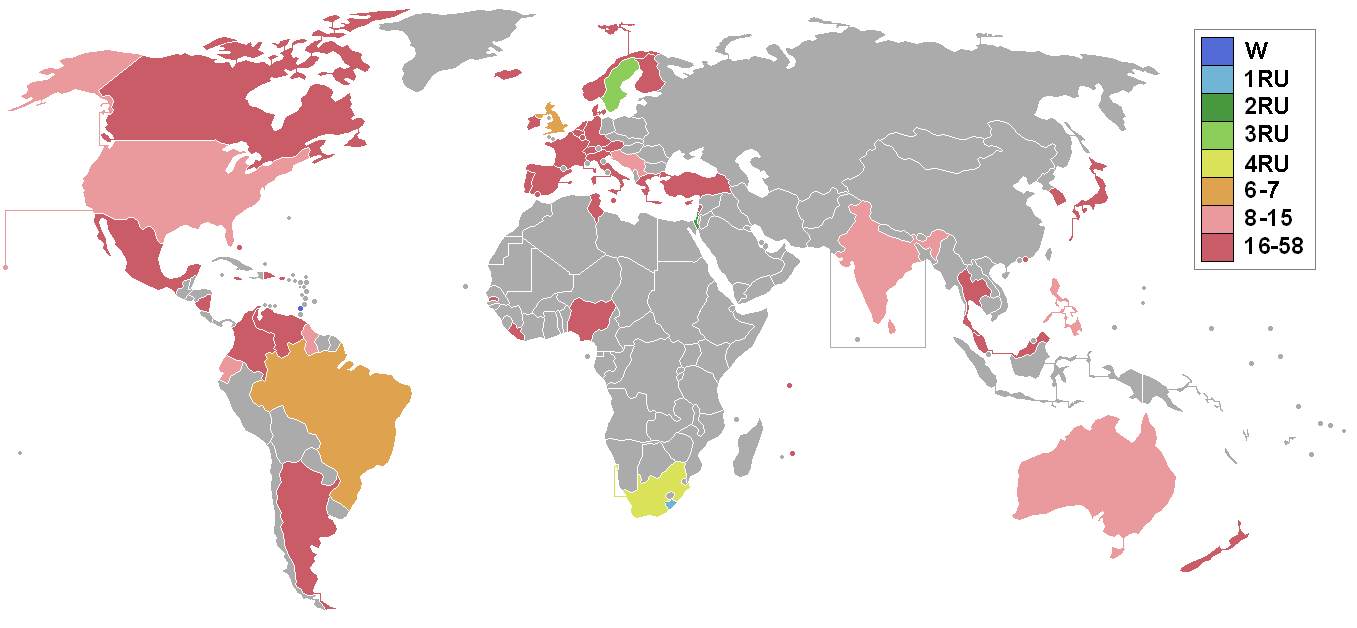
Kraje i terytoria, które wysłały delegacje oraz zajęte miejsce

Miss World 1970 – 20. edycja konkursu Miss World. Odbyła się ona ponownie w Royal Albert Hall w Londynie. O tytuł i koronę Miss World walczyło 58 uczestniczek. Konkurs wygrała Jennifer Hosten – reprezentantka Grenady.

## Wyniki
| Wyniki finału   | Uczestniczka/Uczestniczki |
| --------------- | --- |
| Miss World 1970 | - Grenada – Jennifer Hosten |
| 1. wicemiss     | - Południowa Afryka – Pearl Jansen |
| 2. wicemiss     | - Izrael – Irith Lavi |
| 3. wicemiss     | - Szwecja – Marjorie Christel Johansson |
| 4. wicemiss     | - Południowa Afryka – Jillian Jessup |
| Finalistki      | - Brazylia – Sônia Yara Guerra - Wielka Brytania – Yvonne Anne Ormes |
| Półfinalistki   | - Australia – Valli Kemp - Cejlon – Yolanda Shahzadi Ahlip - Ekwador – Sofia Monteverde Nimbriotis - Filipiny – Minerva Manalo Cagatao - Gujana – Jennifer Diana Evan Wong - Indie – Heather Corinne Faville - Jugosławia – Teresa Djelmis - Stany Zjednoczone – Sandra Anne Wolsfeld |

## Uczestniczki
- Argentyna – Patricia Maria Charré Salazar
- Australia – Valli Kemp
- Austria – Rosemarie Resch
- Bahamy – June Justina Brown
- Belgia – Francine Martin
- Brazylia – Sonia Yara Guerra
- Cejlon – Yolanda Shahzali Ahlip
- Cypr – Louiza Anastadiades
- Dania – Winnie Hollman
- Dominikana – Fatima Shecker
- Ekwador – Sofia Virginia Monteverde Nimbriotis
- Filipiny – Minerva Manalo Cagatao
- Finlandia – Hannele Hamara
- Francja – Micheline Beaurain
- Gambia – Margaret Davies
- Gibraltar – Carmen Gomez
- Grecja – Julie Vardi
- Grenada – Jennifer Josephine Hosten
- Gujana – Jennifer Diana Evan Wong
- Hiszpania – Josefina Román Gutiérrez
- Holandia – Patricia Hollman
- Hongkong – Ann Lay
- Indie – Heather Corinne Faville
- Irlandia – Mary Elizabeth McKinley
- Islandia – Anna Hansdottir
- Izrael – Irith Lavi
- Jamajka – Elizabeth Ann Lindo
- Japonia – Hisayo Nakamura
- Jugosławia – Teresa Djelmis
- Kanada – Norma Joyce Hickey

- Kolumbia – Carmelina Bayona Vera
- Korea Południowa – Lee Jung-hee
- Liban – Georgina Rizk
- Liberia – Mainusa Wiles
- Luksemburg – Rita Massard
- Malezja – Mary Ann Wong
- Malta – Tessa Marthese Galea
- Mauritius – Florence Muller
- Meksyk – Libia Zulema Lopez Montemayor
- RFN – Dagmar Eva Ruthenberg
- Nigeria – Stella Owivri
- Nikaragua – Evangelina Lacayo
- Norwegia – Aud Fosse
- Nowa Zelandia – Glenys Elizabeth Treweek
- Portoryko – Alma Doris Perez
- Portugalia – Ana Maria Diozo Lucas
- Południowa Afryka – Pearl Gladys Jansen 
(w jęz. angielskim pod nazwą Africa South)
- Południowa Afryka – Jillian Elizabeth Jessup 
 (w jęz. angielskim pod nazwą South Africa)
- Seszele – Nicole Barallon
- Stany Zjednoczone – Sandra Anne Wolsfeld
- Szwajcaria – Sylvia Christina Weisser
- Szwecja – Marjorie Christel Johansson
- Tajlandia – Tuanjai Amnakamart
- Tunezja – Kaltoum Khouildi
- Turcja – Afet Tugbay
- Wenezuela – Tomasa Nina (Tomasita) de las Casas
- Wielka Brytania – Yvonne Anne Ormes
- Włochy – Marika de Poi

## Notatki dot. państw uczestniczących

### Debiuty
- Grenada
- Mauritius
- Południowa Afryka

### Powracające państwa i terytoria
Ostatnio uczestniczące w 1959:
- Hongkong
- Portoryko

Ostatnio uczestniczące w 1964:
- Hiszpania

Ostatnio uczestniczące w 1966:
- Malezja

Ostatnio uczestniczące w 1968:
- Cejlon
- Tajlandia
- Włochy

### Państwa i terytoria rezygnujące
- Chile
- Kostaryka
- Czechosłowacja
- Paragwaj